# 三浦里佳子
三浦里佳子（日语：／ Miura Rikako，1989年8月17日—），日本女子水球運動員，亦為日本國家女子水球隊成員。山形縣出生，畢業於日本体育大学，現時在白鵬女子高等学校擔任教師，隸屬於日體俱樂部水球隊。

## 簡歷
2014年9月，三浦里佳子代表日本出戰韓國仁川舉行的亞運會水球比賽項目，協助球隊贏得銀牌。